# 元魚町 (浜松市)
元魚町（もとうおちょう）は静岡県浜松市中央区の町名。丁番を持たない単独町名である。住居表示未実施。

## 地理
東で伝馬町及び旅籠町、西で成子町、南で塩町、北で大工町・栄町・鴨江一丁目と接する。

### 学区
- 浜松市立県居小学校
- 浜松市立西部中学校

## 歴史
元魚町は江戸時代の浜松宿下における城を維持するための職人と商人の町で、職業ごとに町が構成され、城の御用を務める無役町のうちの1町であったことに端を発する。

### 町名の由来
室町時代後期から安土桃山時代にかけて、東海道の西はずれでは魚屋が軒を連ねていた。そのうちの何軒かは浜松城の榎門（現在の紺屋町周辺）に出店し、その後榎門周辺の方が売り上げが上がった。そのため、他店も出店するようになった。魚屋が減った肴町では元々こちらの方が本当の魚町であるとして本魚町と呼んだ。しかし、榎門周辺に武士の屋敷を建てるようになったため、魚屋たちは元に戻った。しかし、城から魚屋が遠いとなったため1600年頃現在の肴町周辺に魚屋が移転した。そして、魚屋がなくなったため元魚町と呼ばれるようになった。

### 沿革
- 1882年（明治15年） - 元魚町から浜松元魚町に町名変更を行う。
- 1889年（明治22年）4月1日 - 町村制の施行により、敷知郡浜松元魚町が周辺の町村と合併して敷知郡浜松町となる[WEB 7]。旧町名は浜松町の大字として残る[書籍 3]。
- 1896年（明治29年）4月1日 - 郡制の施行により、浜松町の所属郡が浜名郡に変更となる。
- 1911年（明治44年）7月1日 – 浜松町が市制施行して浜松市となる。
- 1925年（大正14年）5月1日 -  地籍整理により、大字元魚から元魚町に町名変更を実施。また、一部を栄町及び旅籠町へ割譲し、大字大工・大字塩・大字栄・大字東鴨江の各一部を編入[書籍 4]。
- 2007年（平成19年）4月1日 - 浜松市が政令指定都市となる。元魚町は中区の一部となる。
- 2024年（令和6年）1月1日 - 浜松市の行政区再編により、元魚町は中央区の一部となる。

## 施設
- 浄土真宗本願寺派 本稱（本称）寺
- 松尾神社

## 交通

### 道路
- 浜松市道栄元魚1号線（大堀通り）

## その他

### 警察
警察の管轄区域は以下の通りである。
| 番・番地等 | 警察署         | 交番・駐在所 |
| ---------- | -------------- | ------------ |
| 全域       | 浜松中央警察署 | 東伊場交番   |

### 消防
消防の管轄区域は以下の通りである。
| 番・番地等 | 消防署   | 本署/出張所 |
| ---------- | -------- | ----------- |
| 全域       | 中消防署 | 鴨江出張所  |

### 書籍
1. ↑  『浜松市史 ニ』浜松市役所、1971年3月31日、93頁。
2. ↑  『わがまち文化誌 学びの里 祈りの丘』浜松市県居公民館、2000年4月25日、279,280頁。
3. ↑  『浜松市史 三』浜松市役所、1980年3月26日、177頁。
4. ↑  『浜松市史 三』浜松市役所、1980年3月26日、354,356頁。

### WEB
1. ↑  “h02_22.csv”.   総務省 (2022年2月10日). 2024年10月4日閲覧。
2. ↑  “chuouku_menseki.xlsx”.   浜松市 (2024年3月12日). 2024年10月4日閲覧。
3. ↑  “静岡県 浜松市中央区 元魚町の郵便番号 - 日本郵便”.   日本郵便. 2025年2月15日閲覧。
4. ↑  “市外局番の一覧”.   総務省 (2022年3月1日). 2024年6月17日閲覧。
5. ↑  “事業所案内及び管轄地域（事務所3件、分室3件）”.   一般社団法人静岡県自動車会議所. 2024年6月17日閲覧。
6. ↑  “住居表示実施状況／浜松市”.   浜松市 (2024年1月4日). 2024年6月17日閲覧。
7. ↑  “historyofcities.pdf”.   静岡県総務部合併推進室・財団法人静岡県市町村振興協会. 2024年10月17日閲覧。
8. ↑  “東伊場交番｜静岡県警察”.   静岡県警察 (2024年1月1日). 2024年6月17日閲覧。
9. ↑  “消防署の町別管轄「も」／浜松市”.   浜松市 (2023年4月3日). 2024年6月17日閲覧。